# オオクシ
株式会社オオクシ（かぶしきがいしゃ おおくし）は、千葉県千葉市稲毛区小仲台に本拠を置くヘアーサロンを千葉県を中心に59店舗展開する会社。「オオクシSTYLE」と呼ばれる独自の仕組みを採用。「カットオンリークラブ」「美禅」「ヘアーサロンオオクシ」「ヘアカラーファクトリー」「カットスタイルクラブ」「カット：ビースタイル」の6ブランドで直営店経営。および独立支援事業、経営コンサルティング、研修事業を運営する。
経営理念の徹底と独自のデータ分析を用いた経営の実践により、競争が激しい理美容業界において成長を続け、2020年度日本経営品質賞を受賞。
2022年10月26日公表の日経MJ第40回サービス業調査及び2024年11月6日、第42回サービス業調査では、理美容部門の売上げランキング14位であった。

## 概要
1964年に先代大串一二が個人経営の理容室を創業。1982年に法人化。1997年に次男の大串哲史が社長に就任。「上質なサービス・設備を手軽な価格で提供すること」をコンセプトに、セルフアセスメント体制の構築・推進を進め、2000年以降に急成長し、2024年6月期決算まで24期連続の増収を達成した。理美容業界では、向かないと言われたドミナント出店を積極的に実施しているが、これは商品が無形のサービスであっても品質管理の仕組みを独自に構築することで、ドミナント方式が有利に働くとの大串哲史の考えに基づくものである。
従来は理美容業界は、「形のないサービス」であるため全体の品質管理が難しいとされたが、京セラの稲盛和夫の教えに従い「小さい規模の段階から大きくなっても通用する仕組みづくり」の構築に積極的に取り組み克服。採用・研修など人材マネージメントに十分な時間と資金を投入し、研修事業のみに特化した別会社も設立。データ分析を重視した経営方針で、顧客のリピート率を80%以上に上げ、年間総来店者数を106万人にまで増やすとともに、業界平均で40％以上といわれる離職率を1ケタ台まで下げた。再来店率は85.8%、最も高い店舗では95.3%を記録した。早くからPOSレジを導入したことで知られるが、近年ではデジタルトランスフォーメーション（DX）化を加速させている。2020年度日本経営品質賞を受賞したが、理美容業界では初であった。
「ヘアーサロンオオクシ」「ヘアカラーファクトリー」「カットオンリークラブ」「カット:ビースタイル」「カットスタイルクラブ」「美禅」 等々の直営店を59店舗運営するほか、独立支援事業、コンサルティング、キャリア復帰を支援するトレーニングセンターの運営。
2021年6月期決算では、理美容業界全体の売上げが▲7.5%を記録する中、3.6%増を達成。過去最高売上高及び20期連続の増収を達成、2022年6月決算では過去最高売上高及び23期連続増収を達成。2023年6月決算では売上げを落とすことなく22年連続増収を達成。2024年6月期には年間来店者数113万人を記録、23期連続増収を達成し、「東京商工リサーチが選んだ全国で上位8％の優良企業」に選ばれた。
役員は全員が女性だが、実力重視の結果であり、特別な配慮はない。

## 沿革
- 1982年 - 法人化[21]。
- 1998年 - 多店舗化開始[21]。
- 2006年
  - 経済産業省推進「IT経営百選」最優秀賞 受賞。
  - 第10回「千葉県ベンチャー企業経営者表彰」優秀社長賞 受賞（千葉県産業人クラブ）。
- 2008年
  - 「中小企業IT経営力大賞2008」IT経営実践企業認定（経済産業省）。
  - 第13回「千葉元気印企業大賞」奨励賞 受賞（主催フジサンケイビジネスアイ、共催:千葉興業銀行）。
- 2009年
  - 「中小企業IT経営力大賞2009」IT経営実践企業認定（経済産業省）。
  - 第14回「千葉元気印企業大賞」奨励賞 受賞（主催:フジサンケイビジネスアイ、共催：千葉興業銀行）。
  - 10月、実店舗を模したトレーニングルームなどを備えた専用のトレーニングセンターを開設し、現場の再現によるスタッフの施術のCD化など効果的な教育を実施[22]。
  - 同年より地域社会へ貢献の一部として、発展途上国に図書館をつくり識字率を高める活動「ルームトゥーリード」に参加[1]。
- 2010年
  - 第8回「ハイ・サービス日本300選」受賞（サービス産業生産性協議会）。
  - 「中小企業IT経営力大賞2010」経済産業大臣賞 受賞（経済産業省）。
- 2011年 - 第16回「千葉元気印企業大賞」大賞（知事賞）受賞（主催:フジサンケイビジネスアイ、共催:千葉興業銀行）。年間来客数を47万人とする。
- 2012年 - 盛和塾第20回世界大会「稲盛経営者賞・非製造部門第3グループ」第1位 受賞（盛和塾）。
- 2013年 - おもてなし経営企業選 受賞（経済産業省）。11期連続2桁成長達成。
- 2014年 - THE FIRST COMPANY2015選出（ダイヤモンド社 ダイヤモンド経営者倶楽部）。
- 2016年 - レガシーカンパニー選出（ダイヤモンド社 ダイヤモンド経営者倶楽部）。
- 2017年 - 書面添付十年連続特別表敬状授与（TKC全国会）。
- 2018年 - 日本サービス大賞 優秀賞受賞（サービス産業生産性協議会）。
- 2019年 - 経営デザイン認証認定（公益財団法人日本生産性本部 経営品質協議会）。
- 2020年 - 2020年6月末の全社全体総再来店率の平均を85.8%とし過去最高を記録[15]。12月、2020年度日本経営品質賞（中小企業部門、公益財団法人日本生産性本部）受賞[14]。
- 2021年 - 6月期決算で、過去最高売上高及び20期連続の増収を達成[15]。
- 2022年
  - 6月決算で過去最高売上高及び21期連続増収を達成。宿泊業にも参入。鴨川市に1棟貸しの宿泊施設「梵まる」と地元産の素材を使ったプリン専門店を開業[26]。
  - 10月26日、日経MJの第40回サービス業調査で、理美容部門の売上げランキング14位[19]。
- 2023年
  - 代表の大串哲史が、『週刊現代』8月5日号の特集で、「いまどき真っ当な経営者30名」の1人に選ばれる[29]。
  - 10月25日、日経MJの第41回サービス業調査で、理美容部門の売上げランキング14位[30]。
- 2024年
  - 創業60周年。2023年12月より従業員のシフトプログラムを作成し本格導入。
  - 11月6日、日経MJの第42回サービス業調査で、理美容部門の売上げランキング14位[31]。
  - 11月12日、会報誌「千葉経協」（No.512）の表紙を飾る。11月で創業60周年となる[32]。

その他

## 経営方針
オンリーワンをテーマに新しいビジネスモデルに取り組み、経営理念を実現するために、理念を数字に落とし込む目的で「理念の3品質」として、「客への品質」（再来店率）、「スタッフへの品質」（離職率）、「会社そのものの品質」（売上と利益率）の3つを同時に高めることを目指している。顧客の要望に応えるサービスが「真のサービスの提供である」との考えに基づき、顧客の満足と幸せの思いの「見える化」（数値化）に取り組んでいる。重要な評価の指標に「再来店率」を用いている。リピーターの獲得数値が高い理由を分析し、それを社員一人一人に経営者感覚を持たせるため、全店舗のスタッフ全員にフィードバックし、共有するようにした結果、全店舗の平均「再来店率」は80〜90％で推移させている。また、数値の分析とフィードバックを徹底して行った結果、生まれたのが現在展開している6つのブランドであるとしている。
通常40～45％とされる業界水準を大きく上回る約60％の高い給与設定を行っているほか、完全歩合制ではなく固定給制を採用。福利厚生を充実させたほか、指紋動脈認証による勤怠管理システムで正確な労働管理を行い、45時間分の固定残業代を支出し、超過分について追加残業代を支給している。こうした取り組みの結果、1ケタ台の離職率を実現した。
労働集約型からシステム経営への転換を図り、企業理念の浸透に注力すると共に、業界に先駆けてPOSシステムを導入し、顧客情報や従業員情報などの数値化を実施。利用客の性別や年齢層、126通りあるカットのパターン、リピート率などのデータを収集。従来の“勘と経験にたよる経営”から、データを基にした合理的・効率的な経営方式にシフトさせ、顧客の再来店率を飛躍的に伸ばす。美容業界に合ったPOSレジの採用やソフトの自社開発を行い、データ分析のための子会社を設立した。指紋静脈認証技術を導入。全従業員の指紋と静脈をパソコンに登録することで従業員がどの店舗で働いても労働時間を正確に把握できるようにし、残業時間を正確に算出している。これにより就業時間後の無駄な労働も省くことにも成功。
経営コンサルティング及び研修事業を担う子会社を経営し、社員の研修はすべてここで行うが、外部人材起用時の成功事例を踏まえ、外部から客観的にチェックし、店舗と人材をマネジメントする仕組みを採用。近年は事業計画の確実な遂行である「分析型戦略」と新型コロナ禍のような偶発的な変数がかかった際にも解決できる「創発型戦略」を推進する。
商圏・ターゲット分析に基づく出店戦略により、出店後の撤退は1件にとどまっている。設備面では、高級店を手掛けるデザイナーの起用により、洗練された店舗デザイン開発を行うとともに、多店舗スタッフのヘルプを行いやすいように類似性や共通性を持たせることで効率的な店舗運営を可能とした。既存店は約5年に1回、リニューアルを行う。同社は、信用調査会社から理美容業No.1の評価をうけている。
2017年には15期連続2桁成長を達成、2022年6月期決算には、過去最高売上高及び21期連続の増収を達成した。

### 新規出店
出店は借り入れに依存せず、利益の範囲内で時間をかけて店舗を増やす方針で、年3-4店舗を目標としている。

### 社外専門家を抜擢
中小企業では自力だけではマンパワーが不足すると考え、社労士3名、弁護士4名、会計士1名さらにIT関連顧問を要している。

### 東日本大震災
東日本大震災時には、売上げは一時的に急減したが、社長自身は報酬を全額返上、復旧に奔走。営業時間の延長を了承してもらうことで従業員の給与を確保。理美容は国民の安定生活に必要なサービスであり、店を閉めると地域に貢献ができないとの判断から営業を継続。3月16日には新店をオープンさせている。同業他社が売上げ減少を理由に給与カットや解雇を実施する中で、同社は3月にも黒字を維持、4－6月には過去最高の業績を記録した。

### コロナ禍
新型コロナウィルス感染症対策としては、経営理念に基づき、休業も助成金申請も行わず営業を続ける方針をとり、2020年3月5日には対応マニュアルを、4月13日にはコロナ不況緊急対策計画書を策定。全従業員へ配布・共有した。大串は経営者の一番の仕事は判断することであるが、その判断基準には損か得かという欲を基準とすることと好き嫌いの感情を排すべきと考えるが、さらにその判断基準に「あるべき理想の姿」があることが重要であり、コロナ禍を乗り切ることができたのも、あるべき理想の姿があり、会社の存在する理由を明文化したことにあると発言している。経営理念の1行目には「地域社会に貢献する」を掲げているため、店を閉めるとそれが達成されないと考え営業を続けた。ただし、社員を危険にさらすわけにいかないため、休みたい従業員には給料を保証したが、休んだのは家族に持病を持つ者がいる5名だけだったという。
また、コロナ禍時に「働き方改革」に取り組み、指紋静脈認証技術を使い、1分単位で残業時間を算出。どこの店舗に行っても労働時間が分かる仕組みを作った。その結果、無駄な残業を大幅に削減することに成功。研修による技術力の向上と、働き方改革などの取り組みを続け、1人当たりの売上高をコロナ前と比較し大きく向上させた。その結果、平均収入を理美容業界平均より100万円近く上回る結果を出した。

### CSR
- 2009年より地域社会へ貢献の一部として、発展途上国に図書館をつくり識字率を高める活動「ルームトゥーリード」に参加[1]。

- 現社長の大串哲史は、経営者塾「創史塾」を立ち上げ、後輩経営者に学びの場を与えている。創業間もない会社や伸び悩んでいる経営者しか入れない[40]。

## 店舗

### ヘアーサロンオオクシ
育毛、リラクゼーションなどのメニューを取り入れた総合理容のメンズサロン。

### ヘアカラーファクトリー
ヘアカラーを中心としたトータルビューティーサロン。

### カットオンリークラブ
女性も入りやすくした性別年齢を問わない新しいタイプのカットサロン。

### カット:ビースタイル
顧客の声から生まれたカット中心のトータルビューティーサロン 。

### カットスタイルクラブ
家族で利用できるトータルビューティーサロン。前髪カット・キッズカット・ヘアカラー・パーマ・特殊メニューなどメニューを豊富にしている。

### 美禅
2011年オープンの、「癒し」の提供に主眼を置いたカット＆ヘッドスパサロン。

## 受賞歴
- 千葉県ベンチャー企業経営者表彰 優秀社長賞（2006年 千葉県産業人クラブ主催）[6]
- （公財）日本生産性本部 経営品質協議会主催経営デザイン認証 認定
- 経済産業省推進「IT経営百選」最優秀賞
- サービス産業生産性協議会主催 日本サービス大賞 優秀賞
- 中小企業IT経営力大賞2010 経済産業大臣賞
- 経済産業省主催 おもてなし経営企業選
- 盛和塾 第20回世界大会 稲盛経営者賞
- サービス産業生産性協議会主催 ハイ・サービス日本300選
- 2020年度日本経営品質賞（中小企業部門、公益財団法人日本生産性本部）受賞[14]。

## メディア

### 書籍
- Japan Braand Collection2023 千葉版（サイバーメディア 2023年1月13日発行）ISBN 9784802156240